# Jenny Han
Jenny Han (Richmond, 3 september 1980) is een Amerikaanse auteur, scenarioschrijfster en producent. Ze is vooral bekend van de trilogie The Summer I Turned Pretty, die ze zelf heeft bewerkt tot een tv-serie voor Prime Video. Ze schreef ook de trilogie To All the Boys, die werd verfilmd tot een reeks op Netflix.

## Jeugd en opleiding
Han werd geboren en groeide op in Richmond, Virginia, als dochter van Koreaans-Amerikaanse ouders. Ze studeerde af aan de Maggie L. Walker Governor's School for Government and International Studies in 1998 en ging vervolgens naar de University of North Carolina in Chapel Hill. In 2006 behaalde ze haar Master of Fine Arts in creatief schrijven aan The New School.

## Carrière

### Als auteur
Han schreef haar eerste boek, de kinderroman Shug, terwijl ze nog studeerde. Shug werd gepubliceerd in 2006 en vertelt het verhaal van Annemarie Wilcox, een twaalfjarig meisje dat zich een weg probeert te banen door de uitdagingen van de brugklas.
Haar volgende project was een romantische young adult-trilogie over een meisje dat volwassen wordt tijdens haar zomervakanties. De drie romans – The Summer I Turned Pretty, It’s Not Summer Without You en We’ll Always Have Summer – werden tussen 2009 en 2011 uitgegeven door Simon & Schuster en werden al snel New York Times-bestsellers. De trilogie volgt hoofdpersoon en vertelster Belly Conklin, die verscheurd is tussen twee broers die ze haar hele leven al kent, en verwikkeld raakt in een ingewikkelde liefdesdriehoek.
Han’s tweede young adult-trilogie schreef ze samen met Siobhan Vivian en begon met de publicatie van Burn for Burn in 2012. Deze roman draait om drie middelbare scholieren die wraak willen nemen in hun eilandstad en bevat paranormale en romantische elementen. De trilogie werd vervolgd met Fire with Fire (2013) en Ashes to Ashes (2014).
In 2014 bracht Han de young adult-romantiek To All the Boys I’ve Loved Before uit, over Lara Jean Song Covey, een middelbare scholier wier leven op zijn kop staat wanneer de brieven die ze aan haar vijf oude verliefdheden schreef, zonder haar medeweten worden verstuurd. Het boek werd binnen enkele weken na publicatie opgepikt voor een verfilming. Het vervolg, P.S. I Still Love You, kwam een jaar later uit en won de Asian/Pacific American Award for Literature 2015–2016 in de categorie Young Adult. Het derde deel, Always and Forever, Lara Jean, verscheen in 2017.

### Televisie en film
Han was uitvoerend producent van de Netflix-verfilming van haar roman To All the Boys I’ve Loved Before, met Lana Condor in de hoofdrol. De opnames begonnen in juli 2017 en de film werd uitgebracht in augustus 2018, met lovende recensies. Han had een korte cameo in de film. Ze produceerde ook de vervolgfilms To All the Boys: P.S. I Still Love You en To All the Boys: Always and Forever, die respectievelijk in 2020 en 2021 verschenen.
In juni 2022 verscheen The Summer I Turned Pretty op Amazon Prime. Han creëerde de serie, gebaseerd op haar gelijknamige trilogie, en trad op als showrunner en uitvoerend producent. Han heeft cameo’s in het eerste en tweede seizoen. De tv-adaptatie viel op vanwege diverse veranderingen om het verhaal inclusiever te maken. In de boeken heeft Belly een Europese achtergrond, zoals ook te zien is op de oorspronkelijke boekomslag. In de serie is Belly echter biraciaal: haar vader is wit en haar moeder is Koreaans-Amerikaans. De serie kreeg al een tweede seizoen toegekend nog vóór de première van seizoen 1. Ook in seizoen 3 heeft Han een cameo.
In 2022 richtte Han haar eigen productiebedrijf op, Jenny Kissed Me, nadat ze een meerjarige deal had gesloten met Amazon Prime Video. Jennifer Salke, hoofd van Amazon Studios, zei hierover: "Jenny Han is niet alleen een geliefde en bestverkopende auteur, maar ze heeft ook haar stem naar het scherm gebracht op een manier die fans wereldwijd aanspreekt: authentiek, inspirerend, ontroerend en entertainend. We zijn verheugd dat Jenny en haar toekomstige projecten nu bij ons ondergebracht zijn. Onze wereldwijde Prime-kijkers zullen ons dankbaar zijn." In 2023 werd Han uitgeroepen tot een van de 50 beste televisieproducenten van het jaar door Variety en werd ze opgenomen in Adweek’s Creative 100.
In mei 2023 kwam XO, Kitty uit op Netflix, een spin-off van de To All the Boys-filmserie. Han bedacht de serie en was schrijver, uitvoerend producent en showrunner van het eerste seizoen. De serie volgt Kitty Covey, Lara Jean’s zusje, die naar een kostschool in Seoul, Zuid-Korea vertrekt voor haar eigen avontuur. Seizoen 1 werd genomineerd voor een Emmy in de categorie beste tienerserie. In juni 2023 kondigde Netflix aan dat XO, Kitty verlengd werd voor een tweede seizoen. Seizoen 2 verscheen op 16 januari 2025 op Netflix.

## Biografie
Zelfstandige boeken
- Shug (2006)
- Clara Lee and the Apple Pie Dream (2011)
- My True Love Gave To Me: Twelve Holiday Stories (2014)

The Summer I Turned Pretty trilogie:
- The Summer I Turned Pretty (2009), in het Nederlands vertaald als: De zomer waarin alles veranderde
- It's Not Summer Without You (2010), in het Nederlands vertaald als: Een zomer zonder jou
- We'll Always Have Summer (2011), in het Nederlands vertaald als: Zomer voor altijd

Burn for Burn trilogie:
- Burn for Burn (2012)
- Fire with Fire (2013)
- Ashes to Ashes (2014)

To All The Boys I've Loved Before trilogie:
- To All the Boys I've Loved Before (2014), in het Nederlands vertaald als: Aan alle jongens van wie ik hield
- P.S. I Still Love You (2015), in het Nederlands vertaald als: PS Ik hou nog steeds van je
- Always and Forever, Lara Jean (2017), in het Nederlands vertaald als: Veel liefs, Lara Jean

- Bibsys: 1533887368156
- Biblioteca Nacional de España: XX5075344
- Bibliothèque nationale de France: cb165127176 (data)
- Catàleg d'autoritats de noms i títols de Catalunya: 981058516836006706
- Gemeinsame Normdatei: 143445618
- International Standard Name Identifier: 0000 0000 4031 7820
- Library of Congress Control Number: n2005040951
- Nationale Bibliotheek van Letland: 000286212
- MusicBrainz: 451bd598-2d2e-45de-9a2f-133172a424e5
- Nationale Bibliotheek van Tsjechië: xx0163112
- Nationale Bibliotheek van Israël: 987007462549405171
- Nationale en Universitaire bibliotheek Zagreb: 000669552
- Nederlandse Thesaurus van Auteursnamen: 328173983
- Système universitaire de documentation: 192070312
- Virtual International Authority File: 21550518
- WorldCat: E39PBJpymqCFpTbKkyQR3wxYyd